# Echeveria kimnachii
Echeveria kimnachii là một loài thực vật có hoa trong họ Crassulaceae. Loài này được J.Meyrán & Vega miêu tả khoa học đầu tiên năm 1998.